# COJIRASE THE TRIP
COJIRASE THE TRIP（コジラセ ザ トリップ）は、日本の男女混合4人組ユニット。2015年結成、2022年10月29日解散。

## 概要
2015年に結成された日本のダンスロック・ユニット。愛称は「こじとり」。メンバーはみうめ、217（仮面ライアー217）、まったん、あすぱらの男女混成の4名。
当初は7名体制だったが、メンバーチェンジなどを経て、2018年2月より現在の体制へ移行し、オリジナルレーベルのAgg-Recordを設立した。
2022年10月29日、COJIRASE THE TRIP Last tour 「Curtain call」ファイナル、東京公演にて解散。

## メンバー
| 名前     | 性別 | メンバーカラー | 誕生日   | 血液型 | 出身地 |
| -------- | ---- | -------------- | -------- | ------ | ------ |
| みうめ   | 女性 | 紫             | 12月20日 | B型    | 東京都 |
| 217      | 女性 | 青             | 6月14日  | O型    | 東京都 |
| ATS      | 男性 | 緑             | 8月15日  | B型    | 福岡県 |
| あすぱら | 男性 | 橙             | 6月14日  | AB型   | 岡山県 |

## ディスコグラフィ
タイトル（発売日、規格品番、レーベル）
- Reboot <通常盤>（2018年12月12日、AGGR-2、FABTONE）
- Reboot <廉価盤 Atype>（2018年12月12日、AGGR-3、FABTONE）
- Reboot [CD+2DVD+写真集] <初回生産限定豪華盤>（2018年12月12日、AGGR-1、FABTONE）
- Reboot <廉価盤 Btype>（2018年12月12日、AGGR-4、FABTONE）
- Soldier <通常盤>（2019年5月29日、AGGR-6、Agg-Record）
- Soldier（2019年5月29日、AGGR-7、Agg-Record）
- Soldier [CD+DVD] <初回限定盤>（2019年5月29日、AGGR-5、Agg-Record）
- four <通常盤>（2019年12月18日、AGGR-10、Agg-Record）
- four <豪華盤>（2019年12月18日、AGGR-9、Agg-Record）
- four [CD+DVD] <初回生産限定盤>（2019年12月18日、AGGR-8、Agg-Record）
- #patchwork（2021年9月29日、AGGR-11、Agg-Record）
- Curtain call（2022年9月25日、AGGR-012、Agg-Record）